# フォルケ・ウォイヴァリン
フォルケ・ウォイヴァリン（スウェーデン語: Folke Woivalin、1928年 - ）は、オーランド諸島の政治家、オーランド諸島自治政府第6代首相。